# Expeditie Robinson 2016
Expeditie Robinson 2016 was het zeventiende reguliere seizoen van de Nederlandse versie van het televisieprogramma Expeditie Robinson, waarin deelnemers moeten overleven op een onbewoond eiland en tegen elkaar strijden voor de overwinning. Het seizoen startte op 6 september 2016 bij RTL 5 en werd gepresenteerd door Dennis Weening en Nicolette Kluijver.
De zestien deelnemers, allen bekende Nederlanders, verbleven op het eiland Matukad bij Caramoan in de Filipijnen. Er waren in het seizoen 2016 bij aanvang enkele spelelementen veranderd ten opzichte van de eerdere edities. De twee "kampen", Kamp Noord en Kamp Zuid verbleven deze keer op hetzelfde eiland. Weggestemde kandidaten kregen de mogelijkheid om te overleven op het "afvallerseiland", ze konden dan alsnog de halve finale halen. Bij het samenvoegen van de groepen de zogenaamde "samensmelting"werd een zwarte stem ingevoerd.

## Expeditieleden
| Naam                 | Resultaat                                                                                   |
| -------------------- | ------------------------------------------------------------------------------------------- |
| Bertie Steur         | 1e weggestemd, ging naar afvallerseiland, keerde terug in aflevering 15, winnaar            |
| Dio                  | Runner-up                                                                                   |
| Thomas Dekker        | 9e weggestemd, ging naar afvallerseiland, keerde terug in aflevering 15, eindigde als derde |
| Anna Nooshin         | Geëlimineerd in aflevering 15                                                               |
| Suzanne Klemann      | Geëlimineerd in aflevering 15                                                               |
| Jessie Jazz Vuijk    | 10e weggestemd, ging naar afvallerseiland, geëlimineerd in aflevering 15                    |
| JayJay Boske         | 5e weggestemd, ging naar afvallerseiland, geëlimineerd in aflevering 14                     |
| Koos van Plateringen | 8e weggestemd, weigerde afvallerseiland in aflevering 12                                    |
| Jalou Langeree       | 7e weggestemd, ging naar afvallerseiland, geëlimineerd in aflevering 11                     |
| Gaby Blaaser         | Gestopt in aflevering 9                                                                     |
| Dave Roelvink        | 6e weggestemd, weigerde afvallerseiland in aflevering 9                                     |
| Lex Uiting           | 3e weggestemd, ging naar afvallerseiland, geëlimineerd in aflevering 9                      |
| Chloe Leenheer       | Geëlimineerd in aflevering 8                                                                |
| Bartho Braat         | 4e weggestemd, ging naar afvallerseiland, geëlimineerd in aflevering 8                      |
| Kraantje Pappie      | Gestopt in aflevering 6                                                                     |
| Elle van Rijn        | 2e weggestemd, ging naar afvallerseiland, gestopt in aflevering 6                           |